# Élections générales ontariennes de 1914

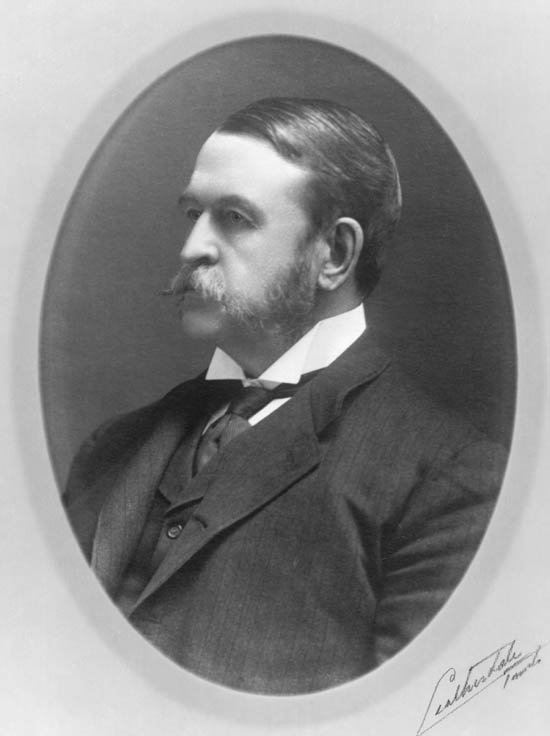
James Pliny Whitney

L'élection générale ontarienne de 1914 se déroule le 29 juin 1914 afin d'élire les 111 députés de la 14e législature à l'Assemblée législative de l'Ontario (Canada). Il s'agit de la 14e élection générale depuis la confédération canadienne de 1867.
À l'âge de 70 ans, James Whitney remporte ce qui sera sa dernière élection générale et sa quatrième victoire majoritaire pour le Parti conservateur de l'Ontario.
Le Parti libéral et le Parti Libéral-Temperance forme de nouveau l'Opposition officielle dirigé par Newton Wesley Rowell.

## Résultats
| Parti | Parti               | Chef                 | Sièges | Sièges | Sièges  | Voix   | Voix |
| ----- | ------------------- | -------------------- | ------ | ------ | ------- | ------ | ---- |
| Parti | Parti               | Chef                 | 1911   | Élus   | % Diff. | %      | Diff |
|       | Conservateur        | James Pliny Whitney  | 82     | 84     | +2,4 %  | 55,3 % |      |
|       | Libéral             | Newton Wesley Rowell | 22     | 24     | +9,1 %  | 38,6 % |      |
|       | Libéral-Temperance  | Newton Wesley Rowell |        | 2      |         | 38,6 % |      |
|       | Ouvrier             |                      | 1      | 1      | -       | 1,3 %  |      |
|       | Libéral Indépendant |                      | -      | 1      |         |        |      |
| Total | Total               | Total                | 106    | 111    | +4,7 %  | 100 %  |      |

## Source
- (en) Cet article est partiellement ou en totalité issu de l’article de Wikipédia en anglais intitulé « Ontario general election, 1914 » (voir la liste des auteurs).